# Clossiana butleri
Clossiana butleri är en fjärilsart som beskrevs av Edwards. Clossiana butleri ingår i släktet Clossiana och familjen praktfjärilar. Inga underarter finns listade i Catalogue of Life.